# 中英经济财金对话
中英经济财经对话是中华人民共和国和英国两国在经济领域的一种对话机制，依照2008年1月由中国总理温家宝和英国首相戈登·布朗达成的共识建立。

## 历次对话
第一次
2008年4月15日在中国北京举行。中国国务院副总理王岐山和英国财政大臣阿利斯泰尔·达林共同主持对话，达成了三项共识。
第二次
2009年5月11日在英国伦敦举行。中国国务院副总理王岐山和英国财政大臣阿利斯泰尔·达林共同主持对话。对话围绕“中英加强合作支持可持续增长”的主题展开。